# IBM 705
IBM 705（アイビーエム705）は、1953年に発表されたIBM 702の後継機種であり、翌年の1954年に発表された。
IBM 705 はIBM 702とほぼ互換性のあるアーキテクチャであるが、微妙な差異があり、完全な互換性は無い。データ形式は、可変長の文字列であり、終端に「レコードマーク」を置く。命令形式は、5文字で、うち1文字が命令コード、4文字がアドレスである。レジスタは、1つのアキュムレータで256文字分のサイズがあり、16文字の補助記憶装置が14個と32文字の補助記憶装置が1個ある。メモリは、2万文字、4万文字、8万文字の容量があり、モデルによって異なる。